# Útočiště
Útočiště (německy Zuflucht) je vesnice, část města Klášterec nad Ohří v okrese Chomutov. Nachází se asi 1,5 kilometru severně od Klášterce nad Ohří. Útočiště leží v katastrálním území Klášterec nad Ohří o výměře 9,91 km².

## Název
Název vesnice je překladem německé varianty Zuflucht, tj. útočiště. V historických pramenech se jméno vesnice vyskytuje jen v německé podobě (1846 a 1848).

## Historie
Vesnice byla založena po velkém požáru Klášterce v roce 1784 a první písemná zmínka o ní pochází z roku 1786, kdy byly přiděleny domy prvním 34 lidem. Spolu s domy byly jejich obyvatelům stanoveny povinnosti, k nimž patřilo předení bavlny pro kláštereckou manufakturu. Lidé nebyli povinni robotovat, ale jako náhradu museli vrchnosti platit poplatek ve výši tří zlatých a osmnácti krejcarů. Případným neplatičům mohla vrchnost dům odebrat. Běžnou správu vesnice zajišťoval rychtář.
Časem se počet obyvatel zvýšil a roku 1833 v osadě vlastnilo dům 51 lidí. Dalších sedm obyvatel bez vlastního domu muselo odpracovat 26 dní roboty ročně, zatímco ostatní jen polovinu. Někteří sedláci se z roboty nevyvázali ani po zrušení poddanství, a vrchnost je proto roku 1853 zažalovala.
V první čtvrtině dvacátého století trpěla vesnice nedostatkem vody, který vyřešilo zachycení pramenů na pozemcích u Petler. Elektřina byla do osady zavedena ve dvacátých letech, ale obyvatelé z obav před zvýšením poplatků odmítali veřejné osvětlení, jehož výstavbu však městská rada v Klášterci pod hrozbou exekucí prosadila. Od roku 1924 ve vsi fungoval sbor dobrovolných hasičů a roku 1929 se znovu řešil problém s nedostatkem vody. K dalším spolkům ve vsi patřil Klub dýmkařů Veselá mysl, Spolek socialistických skautů a Dělnický pěvecký spolek.

## Obyvatelstvo
Při sčítání lidu v roce 1921 zde žilo 305 obyvatel (z toho 142 mužů), z nichž byli dva Čechoslováci a 303 Němců. Kromě sedmi evangelíků byli římskými katolíky. Podle sčítání lidu z roku 1930 měla vesnice 345 obyvatel německé národnosti, kteří se s výjimkou dvou evangelíků, tří příslušníků nezjišťovaných církví a 21 lidí bez vyznání hlásili k římskokatolické církvi.
|                                                                                   | 1869 | 1880 | 1890 | 1900 | 1910 | 1921 | 1930 | 1950 | 1961 | 1970 | 1980 | 1991 | 2001 | 2011 | 2021 |
| --------------------------------------------------------------------------------- | ---- | ---- | ---- | ---- | ---- | ---- | ---- | ---- | ---- | ---- | ---- | ---- | ---- | ---- | ---- |
| Obyvatelé                                                                         | 394  | 423  | 397  | 409  | 396  | 305  | 345  | 95   | 240  | 205  | 160  | 274  | 291  | 273  | 271  |
| Domy                                                                              | 51   | 51   | 53   | 54   | 54   | 54   | 63   | 37   | —    | 62   | 52   | 91   | 94   | 98   | 101  |
| Počet domů z roku 1961 je zahrnut v celkovém počtu domů města Klášterec nad Ohří. |      |      |      |      |      |      |      |      |      |      |      |      |      |      |      |

## Osobnosti
V Útočišti se narodil Josef Anger (1823–1882). V dětství pracoval jako pasák u sedláka v Černýši. Později se v Praze vyučil zámečníkem a jako tovaryš pracoval ve Vídni. Roku 1848 odjel do Ameriky, kde pracoval ve firmě Singer. V ní založil spořitelní spolek a podílel se na založení newyorského sídliště Karlstadt. Spoluzaložil továrnu na výrobu vylepšeného šicího stroje. Později založil nový podnik se značkou Anger. Roku 1864 se přestěhoval zpět do Vídně, kde pokračoval ve výrobě šicích strojů a založil nadaci, která nakupovala šaty pro chudé školáky z Útočiště.